# Alt-Heidelberg (1927)
Alt-Heidelberg (OT: The Student Prince in Old Heidelberg) ist ein US-amerikanischer Stummfilm von Ernst Lubitsch mit unterlegter Musik aus dem Jahr 1927. Die Hauptrollen sind mit Ramón Novarro und Norma Shearer besetzt. In einer tragenden Rolle ist Jean Hersholt als Privatlehrer Friedrich Jüttner zu sehen. Es handelt sich um eine Verfilmung der Operette The Student Prince von Sigmund Romberg, deren Handlung wiederum auf dem deutschen Theaterstück Alt-Heidelberg von Wilhelm Meyer-Förster basiert.

## Handlung
Im Königreich Karlsburg wird Karl Heinrich, der Neffe des Königs Karl VII., um 1890 zum Kronprinzen. Bereits als Junge wird er an den Hof seines strengen Onkels, König Karl, gebracht. Er wächst abgeschottet von Gleichaltrigen auf, sein geliebtes Kindermädchen wird fortgeschickt. Einzig sein Privatlehrer Dr. Friedrich Jüttner schafft ihm den nötigen Ausgleich und vermittelt ihm auch Bubenstreiche. Bei seiner mündlichen Reifeprüfung am 25. April 1901 in Karlsburg hat der Thronfolger nicht viel Ahnung, doch sein Lehrer gibt ihm heimlich Hinweise zur richtigen Antwort. So besteht er die Prüfung „mit Auszeichnung“.
Zum Studium wird Karl Heinrich nach Heidelberg geschickt. Sein Lehrer Dr. Jüttner soll ihn begleiten. Dieser hat in „Rüders Gasthof“ eine Unterkunft besorgt, die zwar nicht standesgemäß ist, den Kronprinzen jedoch mit dem normalen Volk zusammenbringen kann. Karl Heinrich ist begeistert. Einem studentischen Trinkgelage am Abend schaut er zunächst nur fasziniert zu. Später wird er als neues Mitglied des „Corps Saxonia“ aufgenommen und gibt seine Identität preis. Dr. Jüttner lässt sich ebenfalls auf Karl Heinrichs Abenteuer ein. Der Kronprinz verliebt sich in Kathi, die in „Rüders Gasthof“ als Kellnerin aushilft, und beginnt eine Romanze mit ihr. Dr. Jüttner erhält Nachricht, dass Prinzessin Ilse von Altenberg als Ehefrau für Karl Heinrich ausgesucht worden sei, was er dem Thronfolger mitteilen solle. Angesichts der Unbeschwertheit des verliebten Prinzen mit Kathi unterlässt er das jedoch.
Premierminister von Haugk kommt persönlich nach Heidelberg, um Karl Heinrich zur Führung der Regierungsgeschäfte zurückzuholen, da der König schwer erkrankt ist. In der Hoffnung auf baldige Genesung des Königs, was eine Rückkehr von Karl Heinrich nach Heidelberg bedeuten würde, überredet Dr. Jüttner den Prinzen zur Abreise nach nur einem Jahr des Studiums. Am Sterbebett seines Onkels erfährt Karl Heinrich, dass er mit Prinzessin Ilse vermählt werden soll und ist schockiert. Nur kurze Zeit später wird er zum neuen König ausgerufen. Als Karl Heinrichs alter Lehrer Jüttner im fernen Heidelberg verstirbt, erfüllt ihn das mit großer Trauer.
Durch den Besucher Johann Kellermanns aus Heidelberg erfährt der junge König, dass Kathi noch immer auf ihn warte. Für einen Tag kehrt Karl Heinrich nach Heidelberg zurück, doch alles hat sich verändert: Die Vertreter des Corps Saxonia, die zu seiner Begrüßung gekommen sind, verhalten sich ihm gegenüber formell, seiner Position als König entsprechend. Man begegnet ihm höflich und mit dem nötigen Abstand, die einstige Ausgelassenheit ist verschwunden. Ganz anders dagegen ist es, als Kathi ihm in die Arme fällt. Mit einem Kuss sagen sich Karl Heinrich und Kathi für immer Lebewohl. Karl Heinrich weiß, dass er die Zeit nicht zurückdrehen kann und an Konventionen gebunden ist. Er heiratet entsprechend seinem Stand; traurig sitzt er neben seiner Braut im Hochzeitswagen, während eine jubelnde Zuschauerin bemerkt, dass es doch schön sein müsse, König zu sein.

## Hintergrund, weitere Verfilmungen
Entsprechend der Herkunft des Stückes wurde von MGM der deutsche Regisseur Ernst Lubitsch verpflichtet, der vor allem auf Komödien spezialisiert war. Zuvor war auch Erich von Stroheim für die Regie im Gespräch gewesen. Mit über 1,2 Millionen US-Dollar war das Filmbudget sehr hoch, auch da Lubitsch großen Wert auf Authentizität bei den Schauplätzen und Kostümen legte. Ein Filmteam fuhr sogar eigens nach Europa für Aufnahmen, von denen im fertigen Film aber keine verwendet wurden. Der deutsche Filmschauspieler André Mattoni übernahm während eines Aufenthaltes in Hollywood eine kleine Rolle in diesem Film.
Das erfolgreiche Theaterstück Alt Heidelberg wurde insgesamt fünfmal verfilmt, dies ist die dritte Adaption. Bereits 1915 entstand in Hollywood die erste Verfilmung unter der Regie von John Emerson mit Wallace Reid und Dorothy Gish in den Hauptrollen. 1923 wurde in Deutschland die Verfilmung Alt-Heidelberg unter der Regie von Hans Behrendt gedreht. 1954 verfilmte MGM die Geschichte erneut unter der Regie von Richard Thorpe; diese Neuverfilmung wird aber im Vergleich zu dieser von der Filmkritik meist schlechter bewertet. 1959 entstand in Deutschland unter der Regie von Ernst Marischka die bisher letzte Verfilmung des Stoffes.

## Kritiken
Der Film gilt als einer von Lubitsch besten Stummfilmen, wobei er von der heutigen Filmkritik eher noch höher eingeschätzt wird als von der damaligen. Mordaunt Hall von der New York Times äußerte sich in seiner Kritik vom 22. September 1927 etwa lobend über Lubitsch, der mit seiner Neigung zur Satire und Details überzeugen würde. Die Leistungen von Ramon Navarro und Norma Shearer beurteilte Hall eher verhalten, insbesondere würde Shearer ihre Seele nicht in die Rolle packen, während Navarro etwas zu südländisch für die Rolle aussehen würde. Die Nebendarsteller, insbesondere Jean Hersholt und Gustav von Seyffertitz, wurden von Hall ausdrücklich gelobt.
Der US-amerikanische Filmkritiker Leonard Maltin gab dem Film die Höchstwertung und schrieb: „Das ist Lubitsch an seinem Höhepunkt, eine einzige Freude von Anfang bis Ende, und wirklich die charmante Art von Film, die heute einfach nicht mehr gemacht wird“.
Das Lexikon des Internationalen Films befand, es sei eine „witzig-ironische Beschreibung der Verhältnisse in Deutschland um die Jahrhundertwende.“
In einer heutigen Kritik schrieb Allmovie, es sei eine „himmlisch schmalzige, erfreulich kunstvolle Rezitation“ der Operette von Franz Lehár entstanden, obwohl der stumme Film die Lieder der Operette gar nicht enthalten könne. Das Genie von Ernst Lubitsch würde sich darin zeigen, dass die 1927er-Version erheblich moderner und lebhafter als die neuere 1954er-Verfilmung wirke. Visuell könne der Film ebenfalls überzeugen.
John Fawell, Professor an der Boston University, veröffentlichte 2018 das Buch Ernst Lubitsch's the Student Prince in Old Heidelberg: The Art of Classical Hollywood über den Film. Er bezeichnete den Film darin als bislang unterbeachtet und wirbt dafür, ihn unter die besten Filme von Lubitsch zu stellen. „Die Schönheit der Jugend, ihre Großzügigkeit und einfache Kameradschaft, ihre natürliche Konformität zu leben, ihre Vergänglichkeit“, die „Tröstungen durch Essen und Trinken“ sowie das Gefühl junger Liebe, das durch alle Epochen dagewesen sei, seien zentrale Themen des Filmes. Der Film weise eine „schwindelerregende Anzahl an Ideen“ vor und sei eine „facettenreiche Erzählung“ von dem, was Lubitsch als „das Leben an seinen besten, dramatischsten, berührendsten, schmerzhaftesten oder ironischten Momenten sehe“, so Fawell.